# E8 (Gruppe)
In der Mathematik ist E8 eine von mehreren eng verwandten außergewöhnlichen einfachen Lie-Gruppen, linearen algebraischen Gruppen oder Lie-Algebren der Dimension 248. Die gleiche Notation wird für das entsprechende Wurzelgitter verwendet, das den Rang 8 hat. Die Bezeichnung {\displaystyle E_{8}} stammt von der Cartan-Killing-Klassifikation der komplexen einfachen Lie-Algebren, die vier unendliche Reihen mit den Bezeichnungen {\displaystyle A_{n},B_{n},C_{n},D_{n}} und fünf verwandte Ausnahmefälle mit den Bezeichnungen  {\displaystyle G_{2}}, {\displaystyle F_{4}}, {\displaystyle E_{6}}, {\displaystyle E_{7}} und {\displaystyle E_{8}} gibt. Die {\displaystyle E_{8}}-Lie-Algebra ist der größte und komplizierteste dieser Ausnahmefälle.

## Grundlegende Beschreibung
Die Lie-Gruppe {\displaystyle E_{8}} hat die Dimension 248. Ihr Rang, der die Dimension ihres maximalen Torus ist, ist acht.
Daher befinden sich die Vektoren ihres Wurzelsystems im achtdimensionalen euklidischen Raum: Sie werden später in diesem Artikel explizit beschrieben. Die Weyl-Gruppe von {\displaystyle E_{8}}, die die Gruppe der Symmetrien des maximalen Torus ist, die durch Konjugationen in der gesamten Gruppe induziert werden, hat die Ordnung {\displaystyle 2^{14}3^{5}5^{2}7=696729600}.
Die kompakte Gruppe {\displaystyle E_{8}} ist einzigartig unter einfachen kompakten Lie-Gruppen, da ihre nicht-triviale Darstellung der kleinsten Dimension die adjungierte Darstellung (der Dimension 248) ist, die auf der Lie-Algebra {\displaystyle E_{8}} selbst wirkt; es ist auch die einzige, die die folgenden vier Eigenschaften hat: triviales Zentrum, kompakt, einfach zusammenhängend und einfach geschnürt (alle Wurzeln haben die gleiche Länge).
Es gibt eine Lie-Algebra {\displaystyle E_{k}} für jede ganze Zahl {\displaystyle k\geq 3}. Der größte Wert von {\displaystyle k}, für den {\displaystyle E_{k}} endlichdimensional ist, ist {\displaystyle k=8}, d. h. {\displaystyle E_{k}} ist unendlich dimensional für jedes {\displaystyle k>8}.

## Reelle und komplexe Formen
Es gibt eine eindeutige komplexe Lie-Algebra vom Typ E8, die einer komplexen Lie-Gruppe der komplexen Dimension 248 entspricht. Die komplexe Lie-Gruppe {\displaystyle E_{8}} der komplexen Dimension 248 kann als einfache reelle Lie-Gruppe der reellen Dimension 496 betrachtet werden. Diese ist einfach zusammenhängend, hat als maximal kompakte Untergruppe die kompakte Form (siehe unten) von E8 und hat eine äußere Automorphismengruppe der Ordnung 2, die durch komplexe Konjugation erzeugt wird.
Neben der komplexen Lie-Gruppe vom Typ {\displaystyle E_{8}} gibt es drei reelle Formen der Lie-Algebra, drei reelle Formen der Gruppe mit trivialem Zentrum (von denen zwei nicht-algebraische 2-fache Überlagerungen haben, was zwei weitere reelle Formen ergibt), alle reelle Dimension 248, wie folgt:
- Die kompakte Form (was normalerweise gemeint ist, wenn keine anderen Informationen angegeben sind), die einfach zusammenhängend ist und eine triviale äußere Automorphismengruppe hat.
- Die spaltbare Form, EVIII (oder {\displaystyle E_{8(8)}}), die eine maximal kompakte Untergruppe {\displaystyle Spin(16)\backslash (\mathbb {Z} /2\mathbb {Z} )}, Fundamentalgruppe der Ordnung 2 hat (was bedeutet, dass sie eine 2-fache Überlagerung hat, die eine einfach zusammenhängende reelle Lie-Gruppe ist, aber nicht algebraisch, siehe unten) und eine triviale äußere Automorphismengruppe hat.
- EIX (oder {\displaystyle E_{8(-24)}}), die eine maximal kompakte Untergruppe {\displaystyle E_{7}\times SU(2)\backslash \left(-1,-1\right)}, Fundamentalgruppe der Ordnung 2 (was wiederum eine 2-fache Überlagerung impliziert, die nicht algebraisch ist) und triviale äußere Automorphismengruppe hat.
Eine vollständige Liste der reellen Formen einfacher Lie-Algebren finden Sie in der Liste der einfachen Lie-Gruppen.

## E8als algebraische Gruppe
Mittels einer Chevalley-Basis für die Lie-Algebra kann man {\displaystyle E_{8}} als lineare algebraische Gruppe über den ganzen Zahlen und damit über jedem kommutativen Ring und insbesondere über jedem Körper definieren: Dies definiert die sogenannten spaltbare (manchmal auch „ungetwistete“) Form von E8. Über einem algebraisch abgeschlossenen Körper ist dies die einzige Form; über anderen Körpern gibt es jedoch oft viele andere Formen oder „Verdrehungen“ von {\displaystyle E_{8}}, die im allgemeinen Rahmen der Galois-Kohomologie (über einem perfekten Körper {\displaystyle k}) durch die Menge {\displaystyle H^{1}(k,Aut(E_{8}))} klassifiziert werden, weil das Dynkin-Diagramm von {\displaystyle E_{8}} (siehe unten) keine Automorphismen hat, stimmt dies mit {\displaystyle H^{1}(k,E_{8})} überein.
Über {\displaystyle \mathbb {R} } stimmt die reelle Zusammenhangskomponente der Identität dieser algebraisch getwisteten Formen von {\displaystyle E_{8}} mit den drei oben erwähnten reellen Lie-Gruppen überein, jedoch mit einer Subtilität bezüglich der Fundamentalgruppe: Alle Formen von {\displaystyle E_{8}} sind einfach zusammenhängend im Sinne der algebraischen Geometrie, was bedeutet, dass sie keine nicht-trivialen algebraischen Überlagerungen zulassen; die nicht kompakten und einfach zusammenhängenden reellen Lie-Gruppenformen von {\displaystyle E_{8}} sind daher nicht algebraisch und lassen keine treuen endlichdimensionalen Darstellungen zu.
Über endlichen Körpern impliziert das Lang-Steinberg-Theorem, dass {\displaystyle H^{1}(k,E_{8})=0}, was bedeutet, dass {\displaystyle E_{8}} keine getwisteten Formen hat: siehe unten.
Die Charaktere endlichdimensionaler Darstellungen der reellen und komplexen Lie-Algebren und Lie-Gruppen sind alle durch die Weyl-Charakterformel gegeben. Die Dimensionen der kleinsten irreduziblen Darstellungen sind (Sequenz A121732 im OEIS):
1, 248, 3875, 27000, 30380, 147250, 779247, 1763125, 2450240, 4096000, 4881384, 6696000, 26411008, 70680000, 76271625, 79143000, 146325270, 203205000, 281545875, 301694976, 344452500, 820260000, 1094951000, 2172667860, 2275896000, 2642777280, 2903770000, 3929713760, 4076399250, 4825673125, 6899079264, 8634368000 (zweimal), 12692520960…
Die 248-dimensionale Darstellung ist die adjungierte Darstellung. Es gibt zwei nicht isomorphe irreduzible Darstellungen der Dimension 8634368000 (sie ist nicht eindeutig; die nächste ganze Zahl mit dieser Eigenschaft ist jedoch 175898504162692612600853299200000 (Sequenz A181746 im OEIS)). Die grundlegenden Darstellungen sind die mit den Dimensionen 3875, 6696000, 6899079264, 146325270, 2450240, 30380, 248 und 147250 (entsprechend den acht Knoten im Dynkin-Diagramm in der für die Cartan-Matrix unten gewählten Reihenfolge, d. h. die Knoten werden in der Kette mit sieben Knoten zuerst, wobei der letzte Knoten mit dem dritten verbunden ist).
Die Koeffizienten der Charakterformeln für unendlichdimensionale irreduzible Darstellungen von {\displaystyle E_{8}} hängen von einigen großen quadratischen Matrizen ab, die aus Polynomen bestehen, den Lusztig-Vogan-Polynomen, einem Analogon der Kazhdan-Lusztig-Polynome, die allgemein von George Lusztig und David Kazhdan (1983) für reduktive Gruppen eingeführt wurden. Die Werte bei 1 der Lusztig-Vogan-Polynome geben die Koeffizienten der Matrizen an, die die Standarddarstellungen (deren Charakter leicht zu beschreiben ist) mit den irreduziblen Darstellungen in Beziehung setzen.
Diese Matrizen wurden nach vierjähriger Zusammenarbeit von einer Gruppe von 18 Mathematikern und Informatikern unter der Leitung von Jeffrey Adams berechnet, wobei ein Großteil der Programmierung von Fokko du Cloux übernommen wurde. Der schwierigste Fall (für außergewöhnliche Gruppen) ist die geteilte reelle Form von E8 (siehe oben), bei der die größte Matrix die Größe 453060 × 453060 hat. Die Lusztig-Vogan-Polynome für alle anderen außergewöhnlichen einfachen Gruppen sind seit einiger Zeit bekannt. Die Berechnung für die geteilte Form von E8 ist viel länger als in jedem anderen Fall. Die Bekanntgabe des Ergebnisses im März 2007 fand außerordentliche Beachtung.

## Konstruktionen
Man kann die (kompakte Form der) E8-Gruppe als Automorphismengruppe der entsprechenden E8-Lie-Algebra konstruieren. Diese Algebra hat eine 120-dimensionale Subalgebra so(16), die von Jab generiert wird, sowie 128 neue Generatoren Qa, die sich in einen Weyl-Majorana-Spinor von Spin(16) transformieren. Diese Aussagen bestimmen die Kommutatoren
{\displaystyle {\displaystyle \left[J_{ab},J_{cd}\right]=\delta _{bc}J_{ad}-\delta _{bd}J_{ac}-\delta _{ac}J_{bd}+\delta _{ad}J_{bc}}}
ebenso wie
{\displaystyle {\displaystyle \left[J_{ab},Q_{m}\right]={\frac {1}{4}}\left(\gamma _{a}\gamma _{b}-\gamma _{b}\gamma _{a}\right)_{mn}Q_{n},}}
während die restlichen Kommutatoren zwischen den Spinorgeneratoren definiert sind als
{\displaystyle {\displaystyle \left[Q_{m},Q_{n}\right]=\gamma _{mo}^{[a}\gamma _{on}^{b]}J_{ab}.}}

## Geometrie
Die kompakte reelle Form von {\displaystyle E_{8}} ist die Isometriegruppe des 128-dimensionalen außergewöhnlich kompakten Riemannschen symmetrischen Raums EVIII (in Cartans Klassifikation). Er ist informell als "oktooktonionische Projektive Ebene" bekannt, da es mit einer Algebra konstruiert werden kann, die das Tensorprodukt der Oktonionen mit sich selbst ist, und ist auch als Rosenfeld-Ebene bekannt, obwohl er nicht den üblichen Axiomen einer projektiven Ebene genügt. Dies lässt sich systematisch anhand einer Konstruktion begründen, die als magisches Quadrat nach Hans Freudenthal und Jacques Tits bekannt ist (Landsberg & Manivel 2001).

## E8-Wurzelsystem
Ein Wurzelsystem vom Rang {\displaystyle r} ist eine bestimmte endliche Konfiguration von Vektoren, Wurzeln genannt, die einen {\displaystyle r}-dimensionalen euklidischen Raum aufspannen und bestimmte geometrische Eigenschaften erfüllen. Insbesondere muss das Wurzelsystem invariant unter Spiegelung an jeder Hyperebene senkrecht zu einer Wurzel sein.
Das {\displaystyle E_{8}}-Wurzelsystem ist ein Rang-8-Wurzelsystem, das 240 Wurzelvektoren enthält, die  den {\displaystyle \mathbb {R} ^{8}} aufspannen. Es ist irreduzibel in dem Sinne, dass es nicht aus Wurzelsystemen kleineren Ranges aufgebaut werden kann. Alle Wurzelvektoren in {\displaystyle E_{8}} haben die gleiche Länge. Es ist für eine Reihe von Zwecken praktisch, sie auf eine Länge von {\displaystyle {\sqrt {2}}} zu normieren. Diese 240 Vektoren sind die Eckpunkte eines halbregulären Polytops, das 1900 von Thorold Gosset entdeckt wurde und manchmal als {\displaystyle 4_{21}}-Polytop bezeichnet wird.

### Konstruktion
Im sogenannten geraden Koordinatensystem ist {\displaystyle E_{8}} gegeben als die Menge aller Vektoren in {\displaystyle \mathbb {R} ^{8}} mit einer Länge {\displaystyle {\sqrt {2}}}, so dass die Koordinaten entweder ganzzahlig oder halbzahlig sind und die Summe der Koordinaten gerade ist.
Explizit gibt es 112 Wurzeln mit ganzzahligen Einträgen, die man aus
{\displaystyle (\pm 1,\pm 1,0,0,0,0,0,0)}
erhält,
indem man eine willkürliche Kombination von Vorzeichen und eine willkürliche Permutation von Koordinaten nimmt, und 128 Wurzeln mit halbzahligen Einträgen, die man aus
{\displaystyle (\pm 1/2,\pm 1/2,\pm 1/2,\pm 1/2,\pm 1/2,\pm 1/2,\pm 1/2,\pm 1/2)}
erhält,
indem Sie eine gerade Anzahl von Minuszeichen verwenden (oder äquivalent verlangen, dass die Summe aller acht Koordinaten gerade ist). Es gibt insgesamt 240 Wurzeln.
Die 112 Wurzeln mit ganzzahligen Einträgen bilden ein {\displaystyle D_{8}}-Wurzelsystem. Das {\displaystyle E_{8}}-Wurzelsystem enthält auch eine Kopie von {\displaystyle A_{8}} (das 72 Wurzeln hat) sowie {\displaystyle E_{6}} und {\displaystyle E_{7}} (tatsächlich werden die beiden letzteren normalerweise als Teilmengen von {\displaystyle E_{8}} definiert).
Im ungeraden Koordinatensystem wird {\displaystyle E_{8}} angegeben, indem die Wurzeln im geraden Koordinatensystem genommen und das Vorzeichen einer beliebigen Koordinate geändert wird. Die Wurzeln mit ganzzahligen Einträgen sind gleich, während diejenigen mit halbzahligen Einträgen eine ungerade Anzahl von Minuszeichen statt einer geraden Zahl haben.

### Cartan-Matrix
Die Cartan-Matrix eines Rang-r-Wurzelsystems ist eine r × r-Matrix, deren Einträge von den einfachen Wurzeln abgeleitet werden. Genauer sind die Einträge der Cartan-Matrix gegeben durch
{\displaystyle {\displaystyle A_{ab}=2{\frac {\left(\alpha _{a},\alpha _{b}\right)}{\left(\alpha _{a},\alpha _{a}\right)}}}}
wobei {\displaystyle (.,.)} das euklidische innere Produkt und {\displaystyle \alpha _{a}} die einfachen Wurzeln sind. Die Einträge sind (bis auf die Reihenfolge) unabhängig von der Wahl einfacher Wurzeln.
Die Cartan-Matrix für {\displaystyle E_{8}} ist gegeben durch
{\displaystyle {\displaystyle \left[{\begin{array}{rr}2&-1&0&0&0&0&0&0\\-1&2&-1&0&0&0&0&0\\0&-1&2&-1&0&0&0&0\\0&0&-1&2&-1&0&0&0\\0&0&0&-1&2&-1&0&-1\\0&0&0&0&-1&2&-1&0\\0&0&0&0&0&-1&2&0\\0&0&0&0&-1&0&0&2\end{array}}\right].}}
Die Determinante dieser Matrix ist gleich 1.

### Einfache Wurzeln
Eine Menge einfacher Wurzeln für ein Wurzelsystem {\displaystyle \Phi } ist eine Menge von Wurzeln, die eine Basis für den von {\displaystyle \Phi } aufgespannten euklidischen Raum bilden mit der spezielle  Eigenschaft, dass für jede Wurzel ihre Komponenten bezüglich dieser Basis entweder alle nichtnegativ oder alle nichtpositiv sind.
Eine Wahl einfacher Wurzeln ist durch die Zeilen der folgenden Matrix gegeben:
{\displaystyle {\displaystyle \left[{\begin{array}{rr}1&-1&0&0&0&0&0&0\\0&1&-1&0&0&0&0&0\\0&0&1&-1&0&0&0&0\\0&0&0&1&-1&0&0&0\\0&0&0&0&1&-1&0&0\\0&0&0&0&0&1&1&0\\-{\frac {1}{2}}&-{\frac {1}{2}}&-{\frac {1}{2}}&-{\frac {1}{2}}&-{\frac {1}{2}}&-{\frac {1}{2}}&-{\frac {1}{2}}&-{\frac {1}{2}}\\0&0&0&0&0&1&-1&0\\\end{array}}\right].}}

### Weyl-Gruppe
Die Weyl-Gruppe von E8 hat die Ordnung 696729600 und kann als {\displaystyle O_{8}^{+}(2)} beschrieben werden. Sie ist von der Form 2.G.2 (d. h. eine Stern-Erweiterung durch die zyklische Gruppe der Ordnung 2 von einer Erweiterung der zyklischen Gruppe der Ordnung 2 durch eine Gruppe G), wobei G die eindeutige einfache Gruppe der Ordnung 174182400 ist (die als {\displaystyle PS\Omega _{8}^{+}(2)} beschrieben werden kann).

### E8-Wurzelgitter
Der ganzzahlige Aufspann des {\displaystyle E_{8}}-Wurzelsystems bildet in {\displaystyle \mathbb {R} ^{8}} ein Gitter, das als {\displaystyle E_{8}}-Wurzelgitter bezeichnet wird. Dieses Gitter ist insofern bemerkenswert, als es das einzige (nichttriviale) gerade, unimodulare Gitter mit Rang kleiner als 16 ist.

### Einfache Unteralgebren von E_{8}

Ein unvollständiger Baum einfacher Untergruppen von.

### Einfache Unteralgebren von E8
Die Lie-Algebra {\displaystyle E_{8}} enthält als Unteralgebren alle außergewöhnlichen Lie-Algebren sowie viele andere wichtige Lie-Algebren aus Mathematik und Physik. Die Höhe der Lie-Algebra im Diagramm entspricht ungefähr dem Rang der Algebra. Eine Linie von einer Algebra zu einer niedrigeren Algebra zeigt an, dass die niedrigere Algebra eine Unteralgebra der höheren Algebra ist.

## Chevalley-Gruppen vom Typ E8
Chevalley (1955) zeigte, dass die Punkte der algebraischen Gruppe {\displaystyle E_{8}} (siehe oben) über einem endlichen Körper mit {\displaystyle q} Elementen eine endliche Chevalley-Gruppe bilden, allgemein geschrieben {\displaystyle E_{8}(q)}, die für jedes {\displaystyle q} einfach ist. Sie bilden eine der unendlichen Familien in der Klassifikation endlicher einfacher Gruppen. Die Anzahl der Elemente ergibt sich aus der Formel (Sequenz A008868 im OEIS):
{\displaystyle {\displaystyle q^{120}\left(q^{30}-1\right)\left(q^{24}-1\right)\left(q^{20}-1\right)\left(q^{18}-1\right)\left(q^{14}-1\right)\left(q^{12}-1\right)\left(q^{8}-1\right)\left(q^{2}-1\right)}}
Der erste Term in dieser Folge, die Ordnung von {\displaystyle E_{8}(2)}, nämlich 337804753143634806261388190614085595079991692242467651576160959909068800000 ≈ 3,38×1074, ist bereits größer als die Größe der Monstergruppe. Diese Gruppe {\displaystyle E_{8}(2)} ist die letzte, die (aber ohne ihre Charaktertabelle) im ATLAS der endlichen Gruppen beschrieben wird.
Der Schur-Multiplikator von {\displaystyle E_{8}(q)} ist trivial, und seine äußere Automorphismengruppe ist die Gruppe der Körperautomorphismen (d. h. zyklisch der Ordnung {\displaystyle f}, wenn {\displaystyle q=p^{f}}, wobei {\displaystyle p} eine Primzahl ist).
Lusztig (1979) beschrieb die unipotenten Darstellungen endlicher Gruppen vom Typ {\displaystyle E_{8}}.

## Untergruppen
Die kleineren Ausnahmegruppen E7 und E6 sitzen innerhalb von E8. In der kompakten Gruppe sind sowohl {\displaystyle E_{7}\times SU(2)/(-1,-1)} als auch {\displaystyle E_{6}\times SU(3)/(\mathbb {Z} /3\mathbb {Z} )} maximale Untergruppen von {\displaystyle E_{8}}.
Die 248-dimensionale adjungierte Darstellung von {\displaystyle E_{8}} kann im Hinblick auf die eingeschränkte Darstellung für die erste dieser Untergruppen betrachtet werden. Sie transformiert sich unter {\displaystyle E_{7}\times SU(2)} als Summe von Tensorproduktdarstellungen, die als Dimensionspaar mit (3,1) + (1,133) + (2,56) bezeichnet werden können (da es einen Quotienten in diesem Produkt gibt, diese Notationen können streng genommen als Anzeige der infinitesimalen (Lie-Algebra)-Darstellungen angesehen werden). Da die adjungierte Darstellung durch die Wurzeln zusammen mit den Erzeugern in der Cartan-Subalgebra beschrieben werden kann, können wir die Zerlegung durch Betrachten dieser Erzeuger sehen. In dieser Beschreibung
(3,1) besteht aus den Wurzeln (0,0,0,0,0,0,1,−1), (0,0,0,0,0,0,−1,1) und dem Cartan-Erzeuger entsprechend der letzten Dimension;
(1,133) besteht aus allen Wurzeln mit (1,1), (−1,−1), (0,0), (−1⁄2,−1⁄2) oder (1⁄2,1⁄2) in den letzten beiden Dimensionen zusammen mit den Cartan-Erzeugern, die den ersten sieben Dimensionen entsprechen;
(2,56) besteht aus allen Wurzeln mit Permutationen von (1,0), (−1,0) oder (1⁄2,−1⁄2) in den letzten beiden Dimensionen.
Die 248-dimensionale adjungierte Darstellung von {\displaystyle E_{8}} transformiert sich bei ähnlicher Beschränkung unter {\displaystyle E_{6}\times SU(3)} wie folgt: (8,1) + (1,78) + (3,27) + (3,27). Wir können die Zerlegung wieder sehen, wenn wir die Wurzeln zusammen mit den Erzeugern der Cartan-Subalgebra betrachten. In dieser Beschreibung
(8,1) besteht aus den Wurzeln mit Permutationen von (1,−1,0) in den letzten drei Dimensionen zusammen mit dem Cartan-Erzeuger, der den letzten beiden Dimensionen entspricht;
(1,78) besteht aus allen Wurzeln mit (0,0,0), (−1⁄2,−1⁄2,−1⁄2) oder (1⁄2,1⁄2,1⁄2) in den letzten drei Dimensionen, zusammen mit den Cartan-Erzeugern, die den ersten sechs Dimensionen entsprechen;
(3,27) besteht aus allen Wurzeln mit Permutationen von (1,0,0), (1,1,0) oder (−1⁄2,1⁄2,1⁄2) in den letzten drei Dimensionen.
(3,27) besteht aus allen Wurzeln mit Permutationen von (−1,0,0), (−1,−1,0) oder (1⁄2,−1⁄2,−1⁄2) in den letzten drei Dimensionen.
Die endlichen quasieinfachen Gruppen, die in (die kompakte Form von) E8 eingebettet werden können, wurden von Griess & Ryba (1999) gefunden.
Die Dempwolff-Gruppe ist eine Untergruppe von (der kompakten Form von) E8. Es ist in der sporadischen Thompson-Gruppe enthalten, die auf den zugrunde liegenden Vektorraum der Lie-Gruppe E8 einwirkt, aber die Lie-Klammer nicht beibehält. Die Thompson-Gruppe fixiert ein Gitter und behält die Lie-Klammer dieses Gitters Mod 3 bei, was eine Einbettung der Thompson-Gruppe in E8(F3) ergibt.

## Anwendungen
Die {\displaystyle E_{8}}-Lie-Gruppe hat Anwendungen in der theoretischen Physik und insbesondere in der Stringtheorie und Supergravitation. {\displaystyle E_{8}\times E_{8}} ist die Eichgruppe einer der beiden Arten von heterotischen Saiten und eine von zwei anomaliefreien Eichgruppen, die in zehn Dimensionen mit der N = 1-Supergravitation gekoppelt werden können. E8 ist die U-Dualitätsgruppe der Supergravitation auf einem Acht-Torus (in seiner geteilten Form).
Eine Möglichkeit, das Standardmodell der Teilchenphysik in die heterotische Stringtheorie zu integrieren, ist die Symmetriebrechung von {\displaystyle E_{8}} in ihre maximale Subalgebra {\displaystyle SU(3)\times E_{6}}.
1982 verwendete Michael Freedman das {\displaystyle E_{8}}-Gitter, um ein Beispiel für eine topologische 4-Mannigfaltigkeit zu konstruieren, die {\displaystyle E_{8}}-Mannigfaltigkeit, die keine glatte Struktur hat.
Antony Garrett Lisis unvollständige „An Exceptionally Simple Theory of Everything“ versucht, alle bekannten fundamentalen Wechselwirkungen in der Physik als Teil der {\displaystyle E_{8}}-Lie-Algebra zu beschreiben.
R. Coldea, D. A. Tennant und E. M. Wheeler et al. (2010) berichteten über ein Experiment, bei dem die Elektronenspins eines Kobalt-Niob-Kristalls unter bestimmten Bedingungen zwei der acht Peaks in Bezug auf {\displaystyle E_{8}} zeigten, die von Zamolodchikov (1989) vorhergesagt wurden.

## Geschichte
Wilhelm Killing (1888a, 1888b, 1889, 1890) entdeckte die komplexe Lie-Algebra {\displaystyle E_{8}} bei seiner Klassifikation einfacher komplexer Lie-Algebren, bewies jedoch nicht ihre Existenz, die erstmals von Élie Cartan gezeigt wurde. Cartan stellte fest, dass eine komplexe einfache Lie-Algebra vom Typ {\displaystyle E_{8}} drei reelle Formen zulässt. Jede von ihnen führt zu einer einfachen Lie-Gruppe der Dimension 248, von denen genau eine (wie bei jeder komplexen einfachen Lie-Algebra) kompakt ist. Chevalley (1955) führte algebraische Gruppen und Lie-Algebren vom Typ {\displaystyle E_{8}} über anderen Körpern ein: Beispielsweise führen sie im Fall von endlichen Körpern zu einer unendlichen Familie von endlichen einfachen Gruppen vom Lie-Typ. {\displaystyle E_{8}} ist weiterhin ein Bereich aktiver Grundlagenforschung im Atlas of Lie Groups and Representations, der darauf abzielt, die unitären Darstellungen aller Lie-Gruppen zu bestimmen.